# Maciej Kozłowski
Maciej Kozłowski (Kargowa, 8 september 1957 – Warschau, 11 mei 2010) was een Poolse theater- en filmacteur, onder andere bekend van zijn rollen in Schindler's List en With Fire and Sword. Vanaf de jaren 90 speelde hij vooral gangsters of bandieten.
Kozłowski overleed in 2010 aan leverkanker ten gevolge van een hepatitis C-infectie.

## Filmografie

### Films
- 1983 – Nie było słońca tej wiosny
- 1983 – Mgła
- 1983 – Wedle wyroków twoich...
- 1985 – Osobisty pamiętnik grzesznika przez niego samego spisany
- 1987 – Kingsajz
- 1989 – Po upadku
- 1989 – Szklany dom
- 1990 – Ucieczka z kina "Wolność"
- 1990 – Piggate
- 1990 – Mów mi Rockefeller
- 1990 – Superwizja
- 1991 – Kroll
- 1992 – Psy
- 1992 – Szwadron
- 1993 – Pora na czarownice
- 1993 – Polski crash
- 1993 – Pożegnanie z Marią
- 1993 – Balanga
- 1993 – Schindler's List
- 1994 – Miasto prywatne
- 1994 – Piękna warszawianka
- 1995 – Drzewa
- 1995 – Gang Jönssona
- 1995 – Dzieje mistrza Twardowskiego
- 1995 – Nic śmiesznego
- 1996 – Poznań 56
- 1996 – Wirus
- 1996 – Deszczowy żołnierz
- 1997 – Kiler
- 1998 – Drugi brzeg
- 1998 – Liceum czarnej magii
- 1999 – Ogniem i mieczem
- 1999 – Ajlawju
- 1999 – Na koniec świata
- 1999 – Ostatnia misja
- 2000 – To ja, złodziej
- 2000 – Blok.pl
- 2001 – Przedwiośnie
- 2001 – Wiedźmin
- 2002 – E=MC2
- 2002 – Jak to się robi z dziewczynami
- 2003 – Stara baśń
- 2005 – Kto nigdy nie żył...
- 2005 – Oda do radości
- 2005 – Masz na imię Justine
- 2007 – Świadek koronny
- 2008 – Idealny facet dla mojej dziewczyny
- 2008 – Kochaj i tańcz
- 2008 – Generał Nil
- 2009 – Janosik. Prawdziwa historia
- 2010 – Historia Roja, czyli w ziemi lepiej słychać

### Televisieseries
- 1980 – Królowa Bona
- 1985 – Przyłbice i kaptury
- 1988-1990 – Pogranicze w ogniu
- 1990 – Świnka
- 1995 – Matki, żony i kochanki
- 1997 – Matki, żony i kochanki II
- 1997 – 13 posterunek
- 1997 – Dom
- 1997 – Sposób na Alcybiadesa
- 1998 – Ekstradycja III
- 1999 – Ogniem i mieczem
- 2000 – 13 posterunek 2
- 2000 – Klasa na obcasach
- 2001 – Na dobre i na złe
- 2001 – Przeprowadzki
- 2001 – Marszałek Piłsudski
- 2001 – Wiedźmin
- 2002 – Przedwiośnie
- 2002 – Samo Życie
- 2002-2010 – M jak miłość
- 2003 – Stara baśń
- 2004 – Czwarta władza
- 2004 – Oficer
- 2006-2007 – Pogoda na piątek
- 2007 – Ekipa
- 2007 – Odwróceni
- 2008 – 39 i pół
- 2008 – Trzeci oficer
- 2009 – Ojciec Mateusz
- 2009 – Plebania
- 2010 – Szpilki na Giewoncie

- Bibliothèque nationale de France: cb16249505f (data)
- International Standard Name Identifier: 0000 0001 0786 2533
- Library of Congress Control Number: no2018097598
- Nationale bibliotheek van Australië: 41009078
- Nationale Bibliotheek van Polen: a0000002686873
- Système universitaire de documentation: 140367985
- Trove: 1450887
- Virtual International Authority File: 95098687
- WorldCat: E39PBJkdgdpBFMYmQBpWQg9JjC